# Komlóssy Imre
Komlóssy Imre (1926. november 19. – Debrecen, 2008. június 11.) labdarúgó, csatár, edző.

## Pályafutása

### Játékosként
1941-ben a Nyilastelepi Törekvés csapatában kezdte a labdarúgást Debrecenben. 1943 tavaszán, az akkor másodosztályú Debreceni VSC együtteshez igazolt. 1943 őszén már az élvonalban mutatkozott be az újonc csapat tagjaként a Ferencváros ellen az Üllői úti pályán. Az 1945–46-os bajnokságban a hetedik helyen végzett a DVSC-vel az élvonalban. Az 1948-as londoni olimpia előtt tagja volt az olimpiai válogatott keretnek. Anyagi nehézségek miatt a labdarúgó-válogatott azonban nem vett részt az olimpián és Komlóssy sem szerepelt soha a válogatottban.
Az 1947–48-as idényben a DVSC búcsúzott az élvonaltól és Komlóssynak felsőbb utasításra Budapestre kellett igazolnia, ahol létre akartak volna hozni egy központi vasutas labdarúgócsapatot. Egy év után visszatérhetett Debrecenbe, ahol 1961-ig játszott. 1959-ben ugyan visszavonult, de a csapatnak szüksége volt rá így visszatért. Ennek köszönhetően az 1960–61-es idényben újra az élvonalban játszott, már 34 évesen. Összesen 112 élvonalbeli és 335 NB II-es mérkőzésen lépett pályára.

### Edzőként
Rövidebb megszakításoktól eltekintve edzői pályafutását is a Debreceni VSC illetve Debreceni MVSC csapatánál töltötte. 1965 és 1967 között a csapat vezetőedzője volt és az első idényben majdnem sikerült a csapattal az élvonalba jutnia. 1963-ban a görög PAÓK csapatával már megegyezett, de az MLSZ akkori vezetése nem engedélyzte a külföldi munkavállalást Komlóssy számára.

## Sikerei, díjai
- Magyar bajnokság
  - 7.: 1945–46
- Hajós Alfréd-díj (1999)